# Denise Parker
Denise Parker (Salt Lake City, 12 de diciembre de 1973) es una deportista estadounidense que compitió en tiro con arco, en la modalidad de arco recurvo.
Participó en tres Juegos Olímpicos de Verano, obteniendo una medalla de bronce en Seúl 1988, en la prueba por equipo (junto con Deborah Ochs y Melanie Skillman), el octavo lugar en Barcelona 1992 y el quinto en Sídney 2000, también en la prueba por equipo.
Ganó dos medallas de bronce en el Campeonato Mundial de Tiro con Arco al Aire Libre entre los años 1989 y 1991.

## Palmarés internacional
| Juegos Olímpicos                 | Juegos Olímpicos     | Juegos Olímpicos  | Juegos Olímpicos |
| Año                              | Lugar                | Medalla           | Prueba           |
| -------------------------------- | -------------------- | ----------------- | ---------------- |
| 1988                             | Seúl (Corea del Sur) | Medalla de bronce | Equipo           |
| Campeonato Mundial al Aire Libre |                      |                   |                  |
| Año                              | Lugar                | Medalla           | Prueba           |
| 1989                             | Lausana (Suiza)      | Medalla de bronce | Individual       |
| 1991                             | Cracovia (Polonia)   | Medalla de bronce | Equipo           |